# Свебодзице
Свебодзице (пол. Świebodzice, нем. Freiburg in Schlesien) — город в Польше, входит в Нижнесилезское воеводство, Свидницкий повят. Имеет статус городской гмины. Занимает площадь 30,45 км². Население — 23 233 человека (на 2004 год).

## История

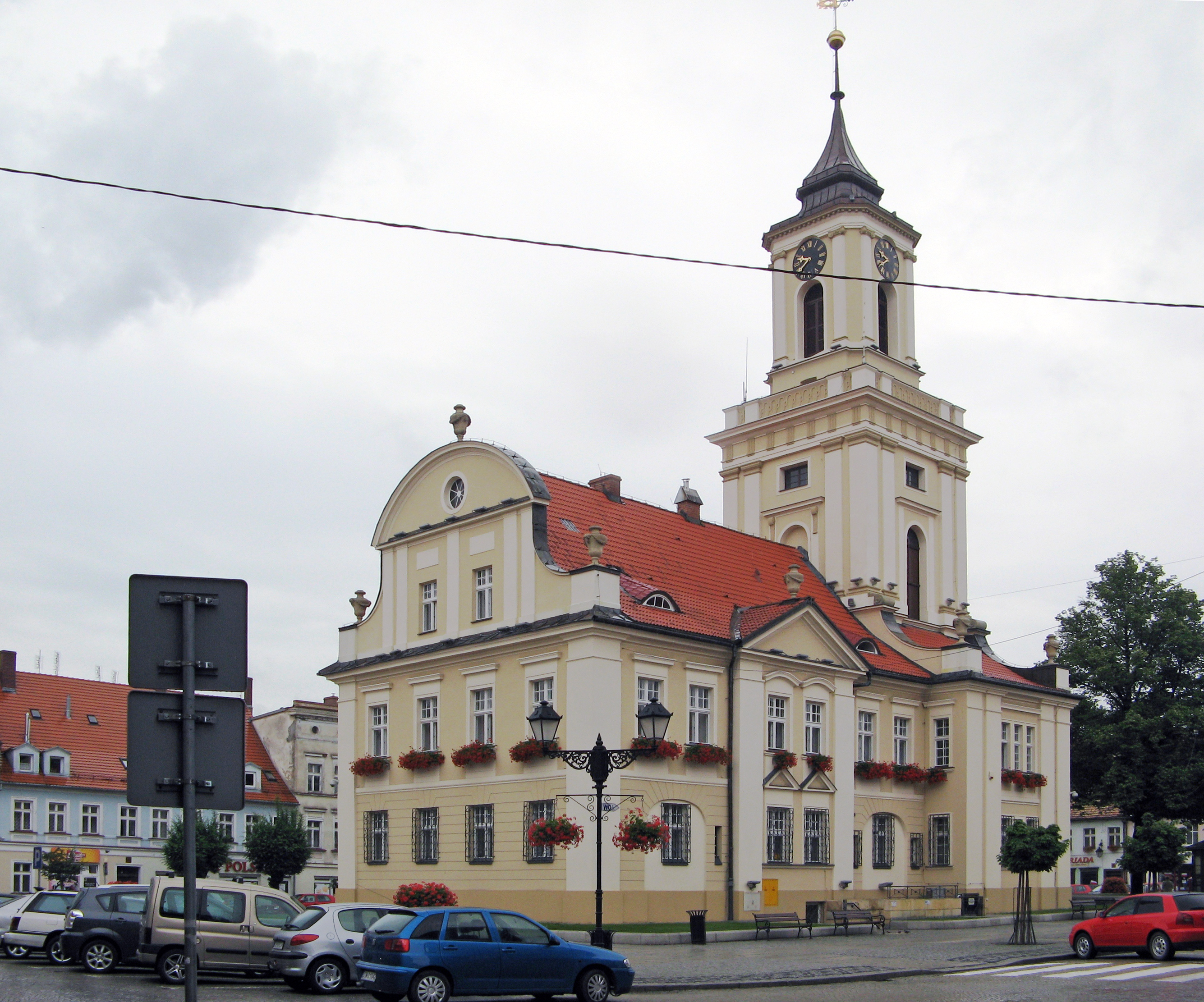
Ратуша
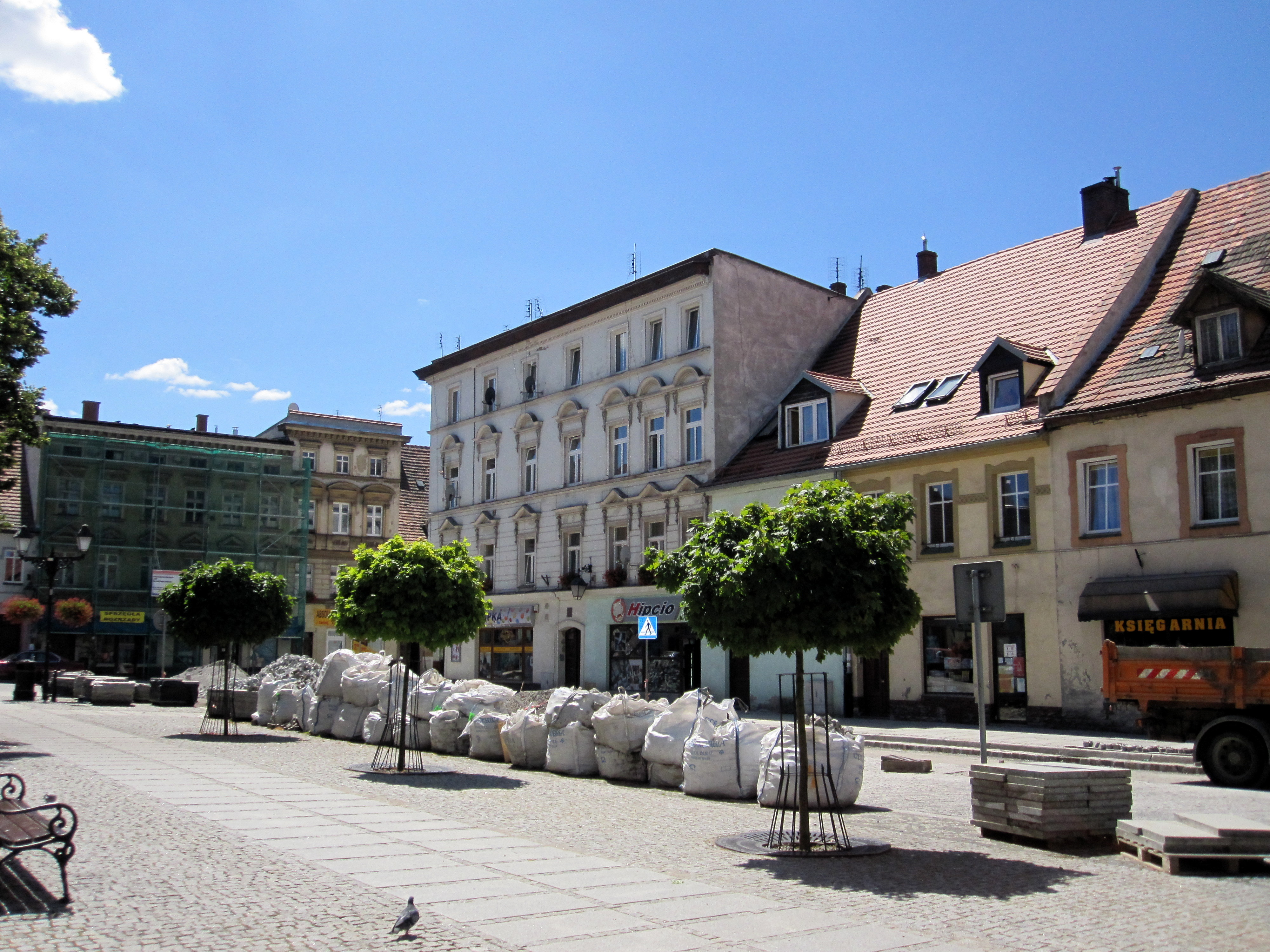
Рыночная площадь
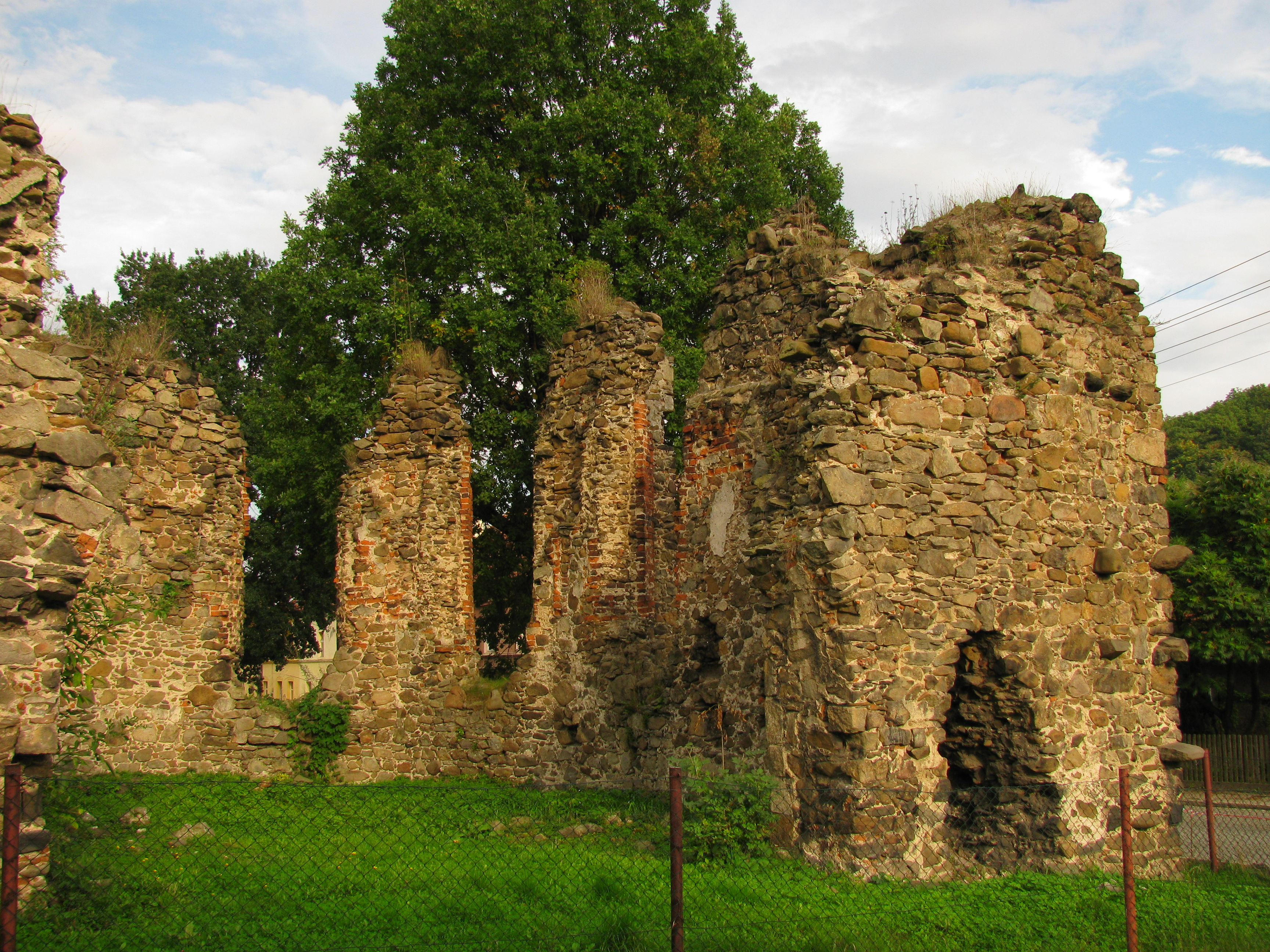
Руины церкви Св. Анны
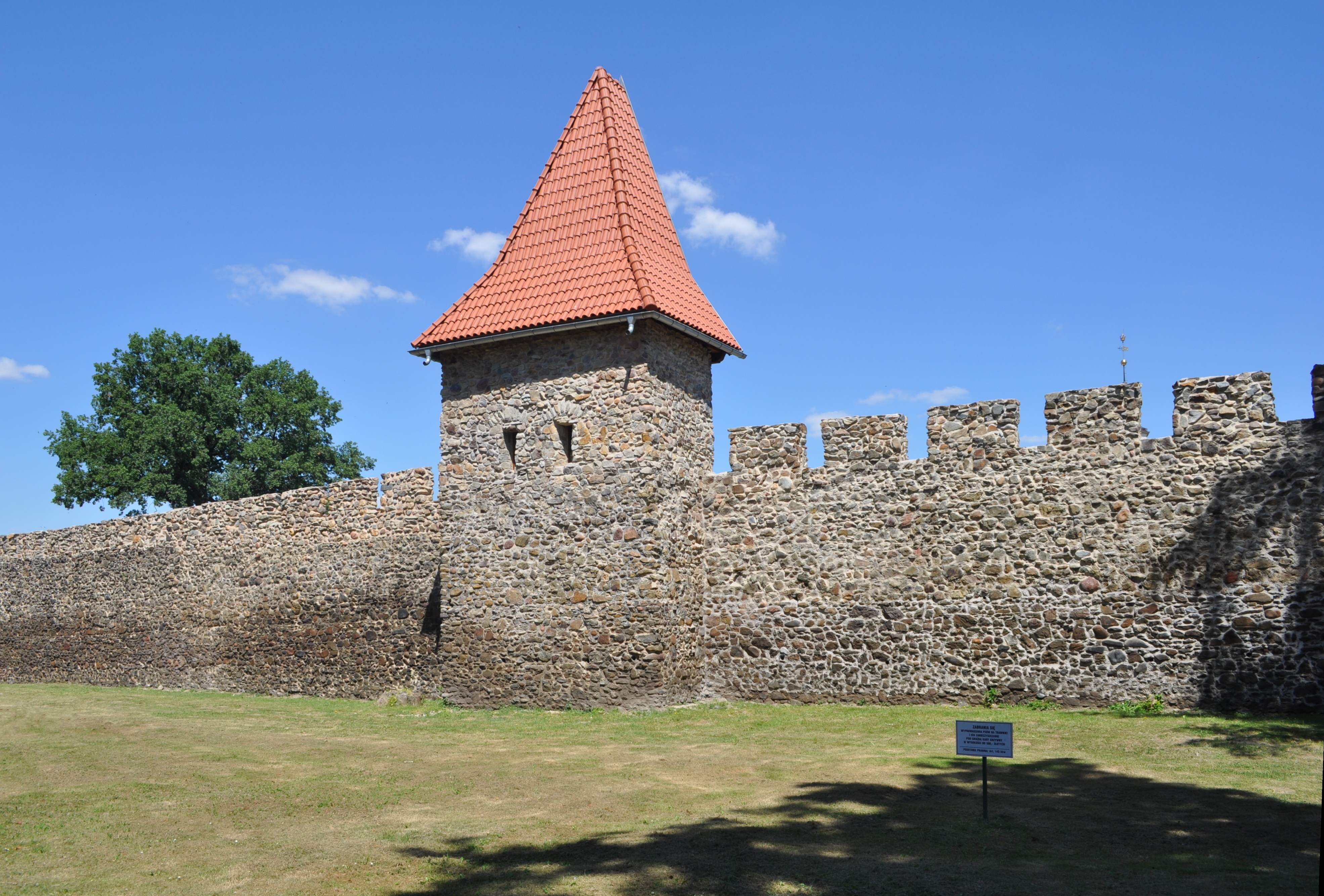
Останки средневековой стены
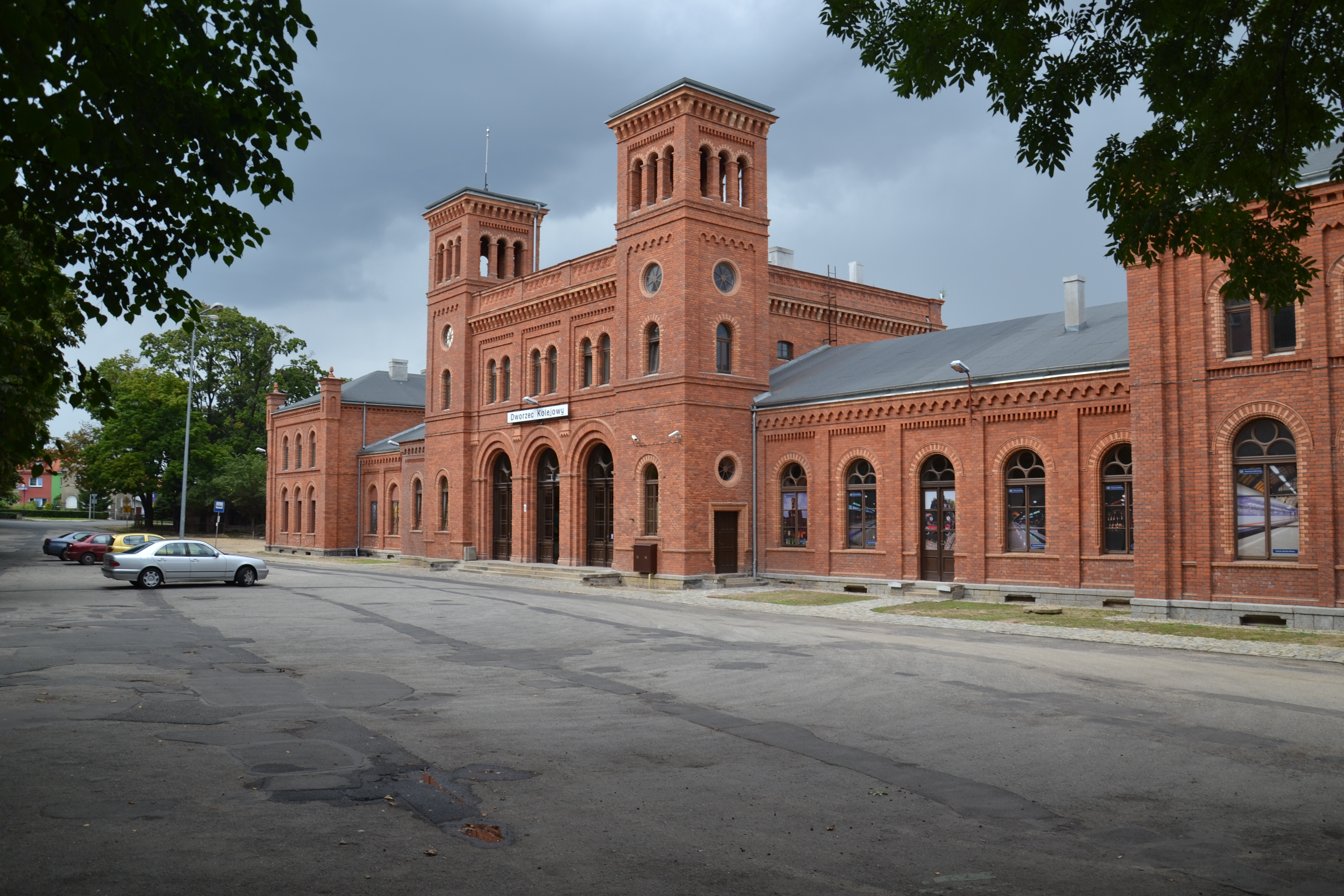
Вокзал
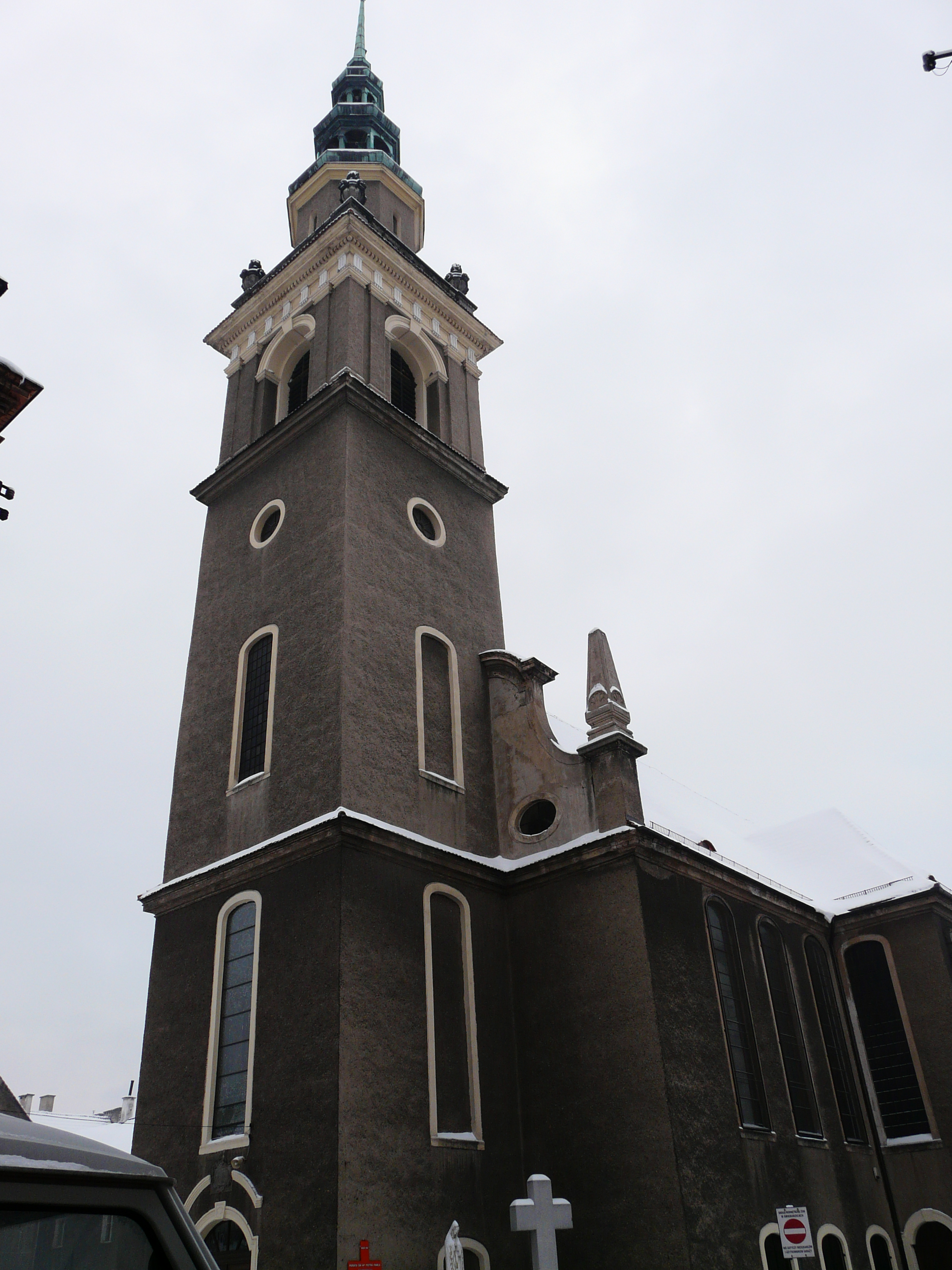
Церковь СВ. Петра и Павла